# Bevr'in vin
Il bevr'in vin (dal dialetto mantovano bevr'in ven = bere nel vino) è una minestra che costituisce l'aperitivo e l'antipasto tipico della cucina mantovana.

## Descrizione
Secondo la tradizione della terra gonzaghesca, i pasti invernali debbono essere preceduti dal bevr'in vin, sempre servito in scodella preriscaldata, che viene preparato in tre differenti modi, in funzione del successivo primo piatto:
- primo piatto sia costituito da agnolini o da cappelletti, in brodo o asciutti, il bevr'in vin viene composto da un mestolo di brodo bollente, contenente alcuni agnoli o cappelletti. La temperatura verrà diminuita dal commensale aggiungendo a piacere vino rosso di forte corpo. Tale operazione viene anche definita «negàr i caplét in d'l'acqua scura», ovvero «annegare i cappelletti nell'acqua scura». Nei ristoranti, per favorire la comprensibilità dei menù ai turisti, questa versione del bevr'in vin viene spesso denominata sorbir d'agnoli.
- primo piatto sia costituito da tortelli di zucca, il bevr'in vin viene composto da cinque o sei tortelli appena cotti, ai quali vengono aggiunti un goccio d'acqua di cottura e mezzo bicchiere di vino. Questa versione del bevr'in vin viene anche definita turtèi sguasaròcc, ovvero «tortelli sguazzanti», sottolineando la stranezza dei tortelli di zucca in minestra, differentemente sempre serviti asciutti.
- per tutti gli altri primi piatti, il bevr'in vin è semplicemente preparato con brodo di carne e mezzo bicchiere di vino.

Le varianti a queste tre versioni consistono esclusivamente nelle diverse tipologie e quantità di vino utilizzate, solitamente Lambrusco, Ancellotta, Clinto o Merlot, e nell'aggiunta (facoltativa) di formaggio grana grattugiato.
È antica credenza popolare che questo tipo di aperitivo-antipasto costituisca una sorta d'elisir di lunga vita e, a tale riguardo, un antichissimo proverbio mantovano, tuttora molto in uso, recita: «Al bevr'in vin l'è la salut ad l'omm», ovvero «il bere nel vino è la salute dell'uomo».
Il bevr'in vin ha acquisito lo stato di "De.C.O." (Denominazione comunale d'origine) dal comune di Gonzaga (Mn).